# Lubomír Nádeníček
Lubomír Nádeníček (ur. 11 marca 1947 w Brnie) – czeski lekkoatleta reprezentujący Czechosłowację, płotkarz, medalista mistrzostw Europy z 1971.
Wystąpił w biegu na 110 metrów przez płotki na igrzyskach olimpijskich w 1968 w Meksyku, gdzie odpadł w przedbiegu. Na mistrzostwach Europy w 1969 w Atenach odpadł w tej samej konkurencji w półfinale1.
Zdobył brązowy medal w biegu na 110 metrów przez płotki na mistrzostwach Europy w 1971 w Helsinkach. Podczas igrzysk olimpijskich w 1972 w Monachium dotarł do finału tej konkurencji, w którym zajął 7. miejsce. Odpadł w półfinale na tym dystansie na mistrzostwach Europy w 1974 w Rzymie. Startował na halowych mistrzostwach Europy w 1976 w Monachium, gdzie odpadł w eliminacjach biegu na 60 metrów przez płotki.
Lubomír Nádeníček był mistrzem Czechosłowacji w biegu na 110 metrów przez płotki w latach 1968 i 1970–1973, wicemistrzem w tej konkurencji w 1974 i 1976 oraz w sztafecie 4 × 100 metrów w 1968, a także brązowym medalisitą w biegu na 110 metrów przez płotki w 1967 i 1975. Był również  halowym mistrzem Czechosłowacji w biegu na 50 metrów przez płotki w 1969 i 1976 oraz wicemistrzem na tym dystansie w 1977.
Pięciokrotnie poprawiał rekord Czechosłowacji w biegu na 110 metrów przez płotki, doprowadzając go do wyniku 13,76 s (7 września 1972 w Monachium).